# Озуъстри
О̀зуъстри (на английски: Oswestry;на уелски: Croesoswallt, Кройсосуалт, изговаря се по-близко до Кройсосуахлт) е град в южната част на централна Англия, графство Шропшър. Разположен е на 4 km на север от границата с Уелс. Има жп гара. На 19 km на юг от Озуъстри се намира уелския град Уелшпул, а на 28 km на югоизток английския град Шрусбъри. Най-близкият град на север от Озуъстри е уелския Рексъм, който отстои на 18 km. Население 15 613 жители по данни от преброяването през 2001 г.

## История
През 1190 г. получава статут на търговски град (Market town).

## Спорт
Представителният футболен отбор на града се казва ФК Дъ Ню Сейнтс. Той представя също и уелското село Лансантфрайд ъм Мехайн. Дългогодишен участник и шампион е на Уелската Висша лига. Играе мачовете си в Лансантфрайд и в Озуъстри.

## Личности
Починали
- Марк Никълсън (1871 – 1941), английски футболист